# Touville
Touville est une ancienne commune française située dans le département de l'Eure, en région Normandie.

## Géographie
|                        | Flancourt-Crescy-en-Roumois (comm. dél. de Flancourt-Catelon) | Flancourt-Crescy-en-Roumois (comm. dél. d'Épreville-en-Roumois) |
| Illeville-sur-Montfort | Touville                                                      | Thenouville (comm. dél. de Bosc-Renoult-en-Roumois)             |
| Écaquelon              | Saint-Léger-du-Gennetey                                       |                                                                 |

## Toponymie
Le nom de la localité est attesté sous la forme Touvilla (p. d’Eudes Rigaud) vers 1240.

## Politique et administration
| Période                                  | Période   | Identité      | Étiquette | Qualité |
| ---------------------------------------- | --------- | ------------- | --------- | ------- |
| ?                                        | mars 2008 | Gildas Le Hir |           |         |
| mars 2008                                | En cours  | Bernard Lamy  |           |         |
| Les données manquantes sont à compléter. |           |               |           |         |

## Démographie
L'évolution du nombre d'habitants est connue à travers les recensements de la population effectués dans la commune depuis 1793. Pour les communes de moins de 10 000 habitants, une enquête de recensement portant sur toute la population est réalisée tous les cinq ans, les populations de référence des années intermédiaires étant quant à elles estimées par interpolation ou extrapolation. Pour la commune, le premier recensement exhaustif entrant dans le cadre du nouveau dispositif a été réalisé en 2005.

En 2015, la commune comptait 169 habitants, en évolution de +19,86 % par rapport à 2009 (Eure : −0,25 %, France hors Mayotte : +2,11 %).
| 1793 | 1800 | 1806 | 1821 | 1831 | 1836 | 1841 | 1846 | 1851 |
| ---- | ---- | ---- | ---- | ---- | ---- | ---- | ---- | ---- |
| 198  | 191  | 242  | 155  | 182  | 187  | 161  | 161  | 144  |

| 1856 | 1861 | 1866 | 1872 | 1876 | 1881 | 1886 | 1891 | 1896 |
| ---- | ---- | ---- | ---- | ---- | ---- | ---- | ---- | ---- |
| 146  | 141  | 117  | 123  | 122  | 117  | 115  | 117  | 85   |

| 1901 | 1906 | 1911 | 1921 | 1926 | 1931 | 1936 | 1946 | 1954 |
| ---- | ---- | ---- | ---- | ---- | ---- | ---- | ---- | ---- |
| 80   | 79   | 84   | 89   | 78   | 81   | 76   | 97   | 80   |

| 1962 | 1968 | 1975 | 1982 | 1990 | 1999 | 2005 | 2006 | 2010 |
| ---- | ---- | ---- | ---- | ---- | ---- | ---- | ---- | ---- |
| 87   | 81   | 70   | 102  | 104  | 125  | 134  | 136  | 144  |

| 2015 | - | - | - | - | - | - | - | - |
| ---- | - | - | - | - | - | - | - | - |
| 169  | - | - | - | - | - | - | - | - |

## Culture locale et patrimoine

### Lieux et monuments

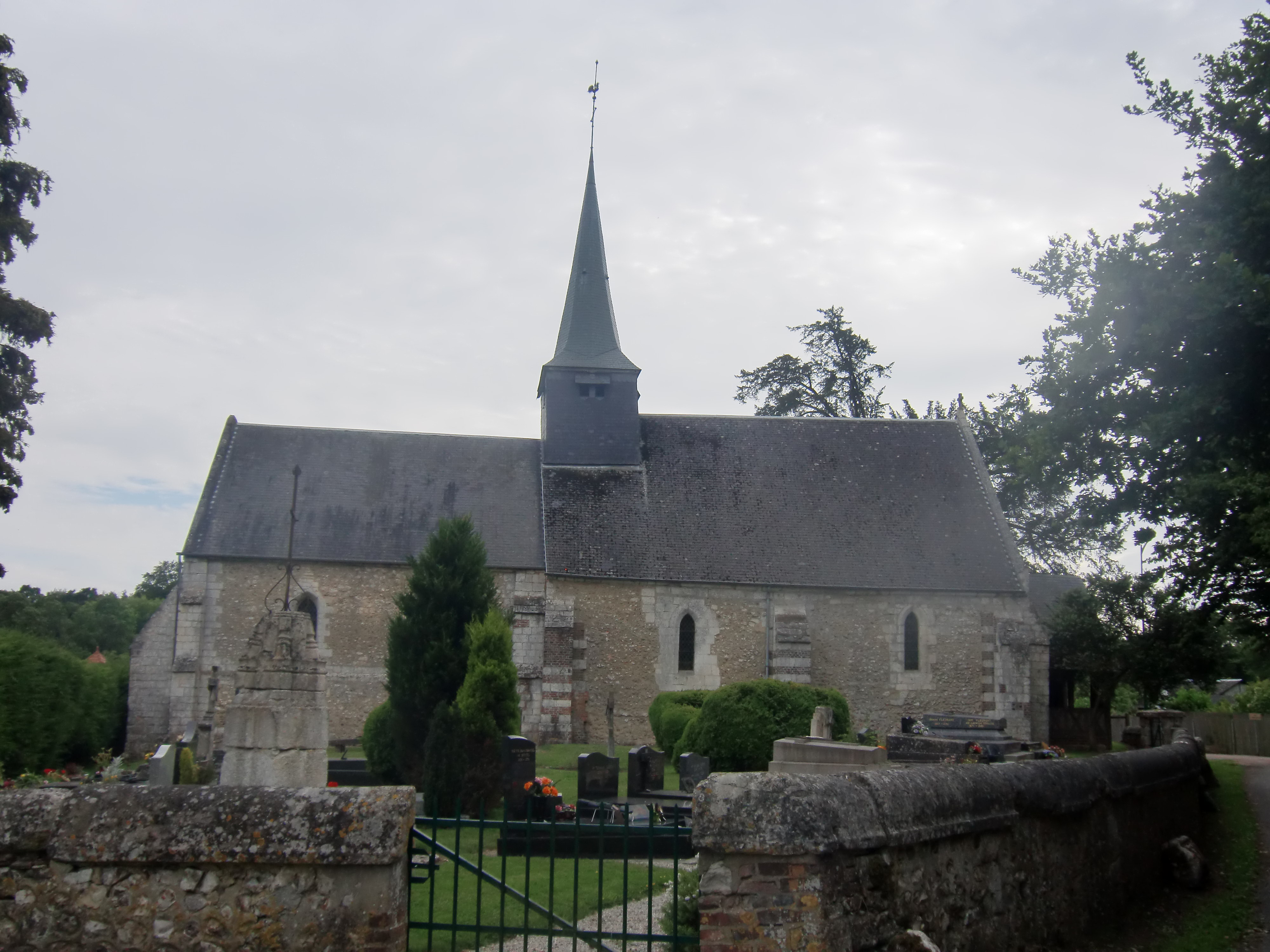
L'église Saint-Germain-l'Auxerrois.

Touville compte sur son territoire plusieurs édifices inscrits à l'inventaire général du patrimoine culturel :
- l'église Saint-Germain-l'Auxerrois (XIIIe, XVIe et XVIIe)[8] ;
- le monument aux morts (XXe)[9] ;
- une maison du XVIIe siècle au lieu-dit Équainville[10].

### Patrimoine naturel

#### ZNIEFF de type 2
- La vallée de la Risle de Brionne à Pont-Audemer, la forêt de Montfort[11].

#### Site classé
- Le cimetière de Touville avec son if et les frênes en bordure de la route,  Site classé (1925)[12].